# Eficiencia energética

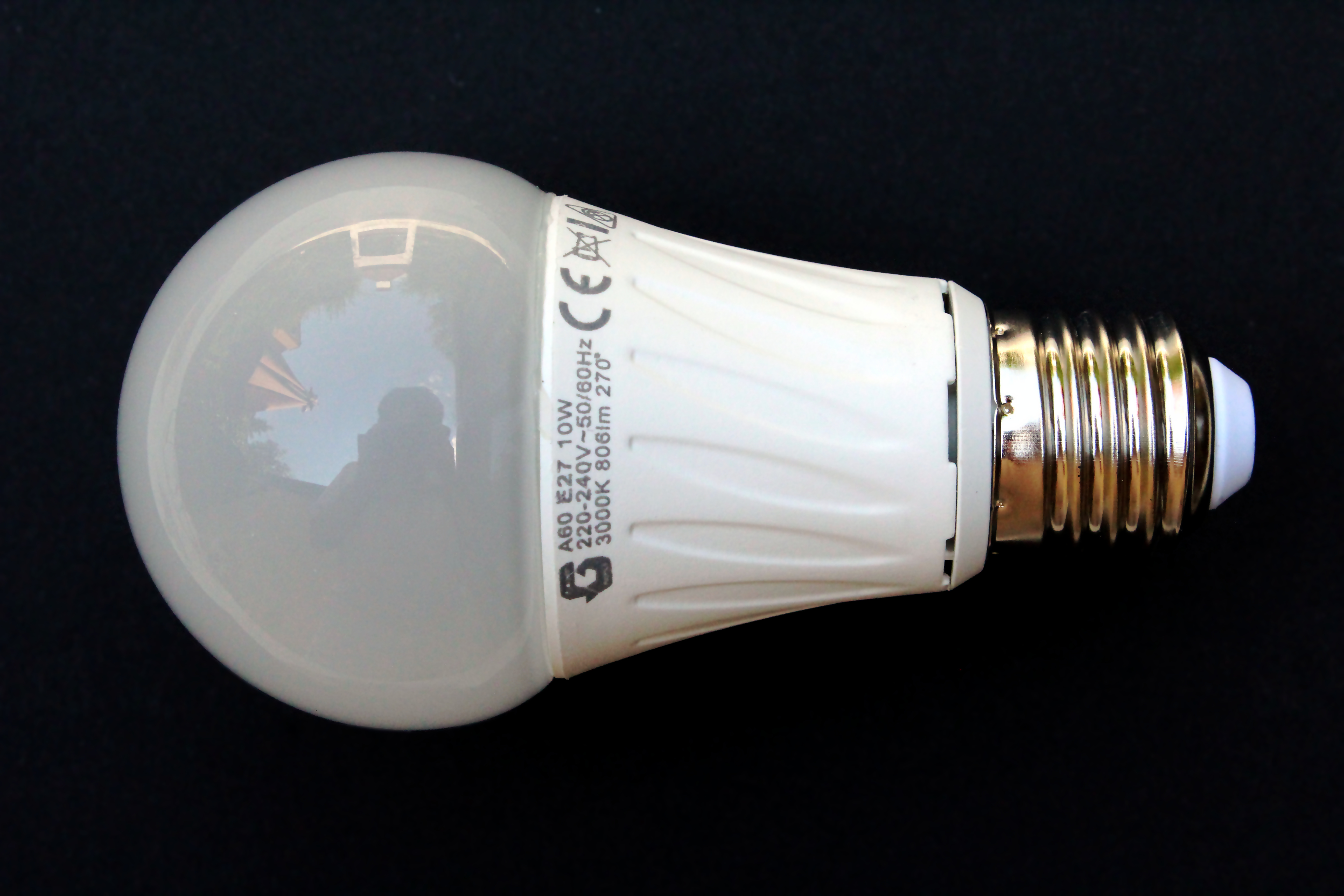
Una bombilla LED de 230 voltios, con una base E27 (10 vatios, 806 lúmenes).

El uso eficiente de la energía, a veces simplemente llamado, eficiencia energética o ahorro energético, es el objetivo de reducir la cantidad de energía requerida para proporcionar productos y servicios.  Por ejemplo, aislar una casa permite que un edificio use menos energía de calefacción y refrigeración para lograr y mantener una temperatura agradable. La instalación de iluminación LED, luces fluorescentes o tragaluces naturales reduce la cantidad de energía requerida para alcanzar el mismo nivel de iluminación en comparación con el uso de bombillas incandescentes tradicionales. Las mejoras en la eficiencia energética se logran generalmente mediante la adopción de una tecnología o un proceso de producción más eficientes o mediante la aplicación de métodos comúnmente aceptados para reducir las pérdidas de energía. 
Hay muchas motivaciones para mejorar la eficiencia energética. La reducción del uso de energía reduce los costos de electricidad y puede generar un ahorro financiero para los consumidores si el ahorro de energía compensa cualquier costo adicional de implementar una tecnología de eficiencia energética. Reducir el uso de energía también se considera una solución al problema de reducir las emisiones de gases de efecto invernadero. Según la Agencia Internacional de Energía, la eficiencia energética mejorada en edificios, procesos industriales y transporte podría reducir las necesidades de energía del mundo en 2050 en un tercio, y ayudar a controlar las emisiones globales de gases de efecto invernadero. Otra solución importante es eliminar los subsidios a la energía dirigidos por el gobierno que promueven el alto consumo de energía y el uso ineficiente de energía en más de la mitad de los países del mundo.
Se dice que la eficiencia energética y la energía renovable son los pilares gemelos de la política de energía sostenible y son prioridades altas en la jerarquía energética sostenible. En muchos países, también se considera que la eficiencia energética tiene un beneficio de seguridad nacional porque puede utilizarse para reducir el nivel de las importaciones de energía de países extranjeros y puede reducir la tasa de energía a la que se agotan los recursos energéticos nacionales. 
Los individuos y las organizaciones que son consumidores directos de la energía pueden reducir el consumo energético para disminuir costos y promover sustentabilidad económica, política y ambiental. Los usuarios industriales y comerciales pueden desear aumentar eficacia y maximizar así su beneficio. El consumo de la energía está directamente relacionado con la situación económica y los ciclos económicos, por lo que es necesaria una aproximación global que permita el diseño de políticas de eficiencia energética. A partir de 2008 la ralentización del crecimiento económico significó una reducción del consumo a nivel global que tuvo su efecto sobre la emisión de gases de efecto invernadero (GEI). Entre las preocupaciones actuales está el ahorro de energía y el efecto medioambiental de la generación de energía eléctrica, buscando la generación a partir de energías renovables y una mayor eficiencia en la producción y el consumo, que también se denomina ahorro de energía.

## Visión general

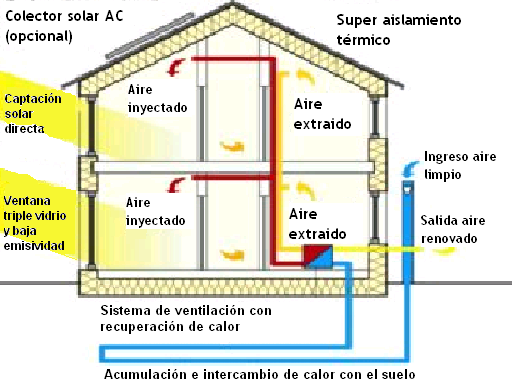
La casa pasiva, ejemplo de eficiencia energética

La eficiencia energética ha demostrado ser una estrategia rentable para construir economías sin necesariamente aumentar el consumo energético. Por ejemplo, el estado de California comenzó a implementar medidas de eficiencia energética a mediados de la década de 1970, incluidos los códigos de construcción y los estándares de los aparatos con estrictos requisitos de eficiencia. Durante los años siguientes, el consumo de energía de California se ha mantenido aproximadamente plano en una base per cápita, mientras que el consumo nacional de los Estados Unidos se duplicó. Como parte de su estrategia, California implementó un "orden de carga" para los nuevos recursos energéticos que pone en primer lugar la eficiencia energética, el suministro de electricidad renovable en segundo lugar y las nuevas centrales eléctricas de combustibles fósiles. Estados como Connecticut y Nueva York han creado bancos verdes casi públicos para ayudar a los propietarios de edificios residenciales y comerciales a financiar mejoras de eficiencia energética que reduzcan las emisiones y reduzcan los costos de energía de los consumidores.
El Instituto de Rocky Mountain de Lovin señala que, en entornos industriales, "existen abundantes oportunidades para ahorrar entre el 70% y el 90% de la energía y el costo de los sistemas de iluminación, ventiladores y bombas; el 50% para motores eléctricos; y el 60% en áreas como Calefacción, refrigeración, equipos de oficina, y electrodomésticos. En general, hasta el 75% de la electricidad utilizada en los EE. UU. en la actualidad podría ahorrarse con medidas de eficiencia que cuestan menos que la electricidad en sí, lo mismo se aplica a la configuración del hogar. El Departamento de Energía de EE. UU. ha declarado que existe un potencial de ahorro de energía en la magnitud de 90 mil millones de kWh al aumentar la eficiencia energética del hogar.
Otros estudios han enfatizado esto. Un informe publicado en 2006 por el McKinsey Global Institute afirmó que "existen suficientes oportunidades económicamente viables para mejorar la productividad de la energía que podrían mantener el crecimiento global de la demanda de energía en menos del 1 por ciento anual", menos de la mitad del promedio del 2.2 por ciento. Crecimiento previsto hasta 2020 en un escenario de negocio habitual.  La productividad energética, que mide la producción y la calidad de los bienes y servicios por unidad de insumo energético, puede provenir de reducir la cantidad de energía requerida para producir algo o de aumentar la cantidad o calidad de bienes y servicios de la misma cantidad de energía. . 
El informe de Viena sobre el cambio climático de 2007 , auspiciado por la Convención Marco de las Naciones Unidas sobre el Cambio Climático (CMNUCC), muestra claramente que "la eficiencia energética puede lograr verdaderas reducciones de emisiones a bajo costo".
Normas internacionales ISO   17743 y la ISO   17742 proporciona una metodología documentada para calcular e informar sobre el ahorro de energía y la eficiencia energética para países y ciudades.

## Beneficios
Desde el punto de vista de un consumidor de energía, la motivación principal de la eficiencia energética a menudo es simplemente ahorrar dinero al reducir el costo de la compra de energía.  Además, desde el punto de vista de la política energética, ha habido una larga tendencia en un reconocimiento más amplio de la eficiencia energética como el "primer combustible", es decir, la capacidad de reemplazar o evitar el consumo de combustibles reales. De hecho, la Agencia Internacional de Energía ha calculado que la aplicación de medidas de eficiencia energética en los años 1974-2010 ha logrado evitar más consumo de energía en sus Estados miembros que el consumo de cualquier combustible en particular, incluido el petróleo, el carbón y el gas natural.
Además, hace tiempo que se reconoce que la eficiencia energética aporta otros beneficios adicionales a la reducción del consumo de energía. Algunas estimaciones del valor de estos otros beneficios, a menudo denominados beneficios múltiples, beneficios complementarios, beneficios complementarios o beneficios no energéticos, han puesto su valor total aún más alto que el de los beneficios energéticos directos. Estos múltiples beneficios de la eficiencia energética incluyen cosas como la reducción del impacto del cambio climático, la reducción de la contaminación del aire y la mejora de la salud, la mejora de las condiciones interiores, la mejora de la seguridad energética y la reducción del riesgo de precios para los consumidores de energía. Se han desarrollado métodos para calcular el valor monetario de estos múltiples beneficios, que incluyen, por ejemplo, el método experimental de elección para mejoras que tienen un componente subjetivo (como la estética o la comodidad) y el método Tuominen-Seppänen para la reducción del riesgo de precio. Cuando se incluye en el análisis, se puede demostrar que el beneficio económico de las inversiones en eficiencia energética es significativamente mayor que simplemente el valor de la energía ahorrada.

## Ahorro de energía doméstico
La calefacción puede ser objeto de ahorro de energía principalmente con hábitos de consumo tales como un uso racional del mismo, el consumo total de una vivienda suele ser del 46 % del total del consumo (pudiendo alcanzar el 60 % si se incluye el agua caliente). El ahorro de energía puede producirse bien por la correcta elección de una caldera eficiente, o por el correcto aislamiento térmico de las habitaciones. 
Respecto del agua caliente puede emplearse también como ayuda la energía solar térmica, mediante uso de sistemas de almacenamiento de energía que retengan el calor para que el agua caliente esté disponible la mayor parte de tiempo posible. Así mismo, se puede ahorrar energía dotando a los grifos y lavado de perlizadores y a las duchas con reductores volumétricos de caudal o alcachofas de mano eco-eficientes. De esta forma se puede reducir el consumo de la energía empleada en calentar agua en más del 40%. Si al inodoro se le instala un mecanismo de doble pulsador, el ahorro de agua puede ser superior al 70%, pero en este caso no se ahorra energía, ya que, el inodoro sólo usa agua fría.

#### Hábitos de la calefacción
Se debe tener presente que una temperatura para un hogar está entre los 19 y los 21 °C por el día, y 15 a 17 °C por la noche, cada grado aumenta el consumo en un 7%. Con estas consideraciones se aconseja:
- Adecuar el vestido en el domicilio con las condiciones de temperatura, se pueden emplear edredones, mantas y prendas similares.
- No tapar u obstruir los radiadores ya que su función es la de emitir calor, y esta se ve entorpecida con la colocación de muebles.
- Vigilar el aislamiento de las habitaciones, impidiendo fugas de calor o entradas de aire frío procedente de ventanas abiertas.

#### Hábitos del agua caliente
El empleo del agua caliente se realiza en la vivienda bajo ciertas ocasiones muy específicas como puede ser la ducha, o el baño, limpiando los platos y la cubertería, etc. En todos ellos se aconseja emplear agua caliente sólo cuando se necesite, al lavar no siempre se necesita.

### Electrodomésticos

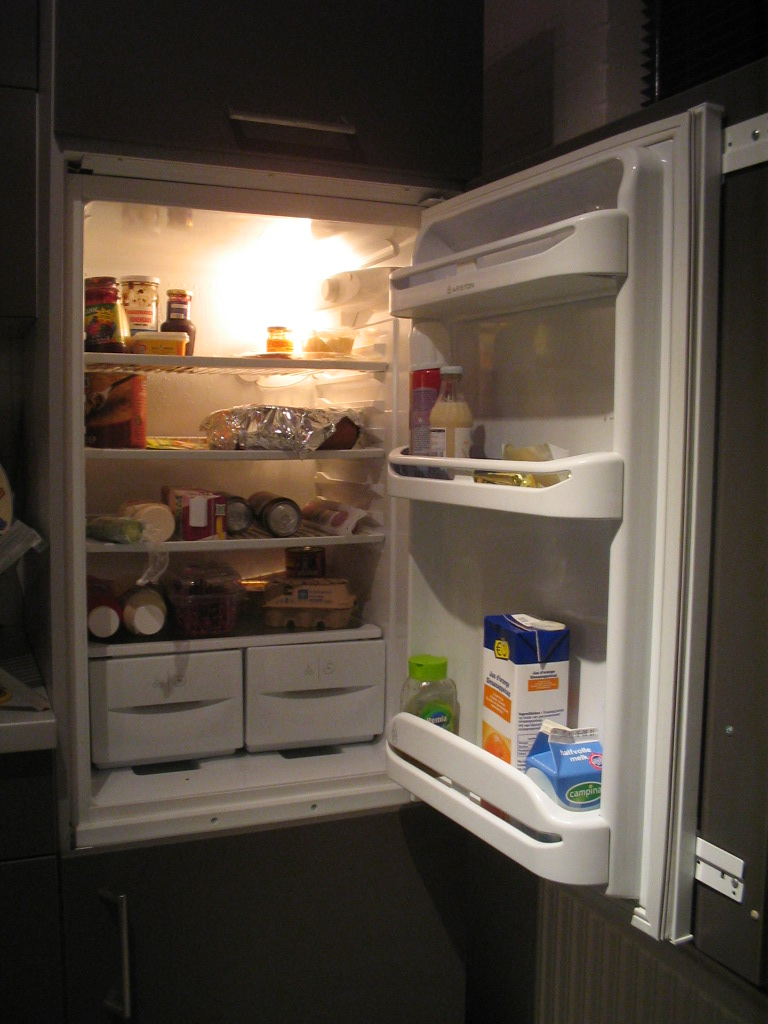
Se debe evitar una apertura excesiva del refrigerador: enciende y apaga el motor, y esto aumenta el consumo; se suele decir: "es mejor una vez mucho, que muchas veces poco".

Los electrodomésticos modernos, como los congeladores, los hornos, las estufas, los lavaplatos y las lavadoras y secadoras de ropa, consumen mucha menos energía que los electrodomésticos más antiguos. La instalación de un tendedero reducirá significativamente el consumo de energía ya que la secadora se usará menos. Los refrigeradores actuales de eficiencia energética, por ejemplo, usan 40 por ciento menos energía que los modelos convencionales en 2001. Después de esto, si todos los hogares en Europa cambiaran sus electrodomésticos de más de diez años a nuevos, se ahorraría anualmente 20 mil millones de kWh de electricidad, lo que reduciría las emisiones de CO2 en casi 18 mil millones de kg. En los Estados Unidos, las cifras correspondientes serían 17 mil millones de kWh de electricidad y 27 000 000 000 libras (12 246 984 000 kg) CO2.  Según un estudio realizado en 2009 por McKinsey & Company, el reemplazo de aparatos viejos es una de las medidas globales más eficientes para reducir las emisiones de gases de efecto invernadero. Los sistemas modernos de administración de energía también reducen el uso de energía de los dispositivos inactivos apagándolos o poniéndolos en un modo de bajo consumo después de un cierto tiempo.  Muchos países identifican aparatos de eficiencia energética que utilizan etiquetas de entrada de energía.
El impacto de la eficiencia energética en la demanda máxima depende de cuándo se utiliza el aparato. Por ejemplo, un acondicionador de aire utiliza más energía durante la tarde cuando hace calor. Por lo tanto, un acondicionador de aire de eficiencia energética tendrá un mayor impacto en la demanda pico que en la demanda fuera de pico. Por otro lado, un lavaplatos que ahorra energía, utiliza más energía durante la noche cuando las personas lavan sus platos. Este dispositivo puede tener poco o ningún impacto en la demanda máxima.

## Diseño de construcción

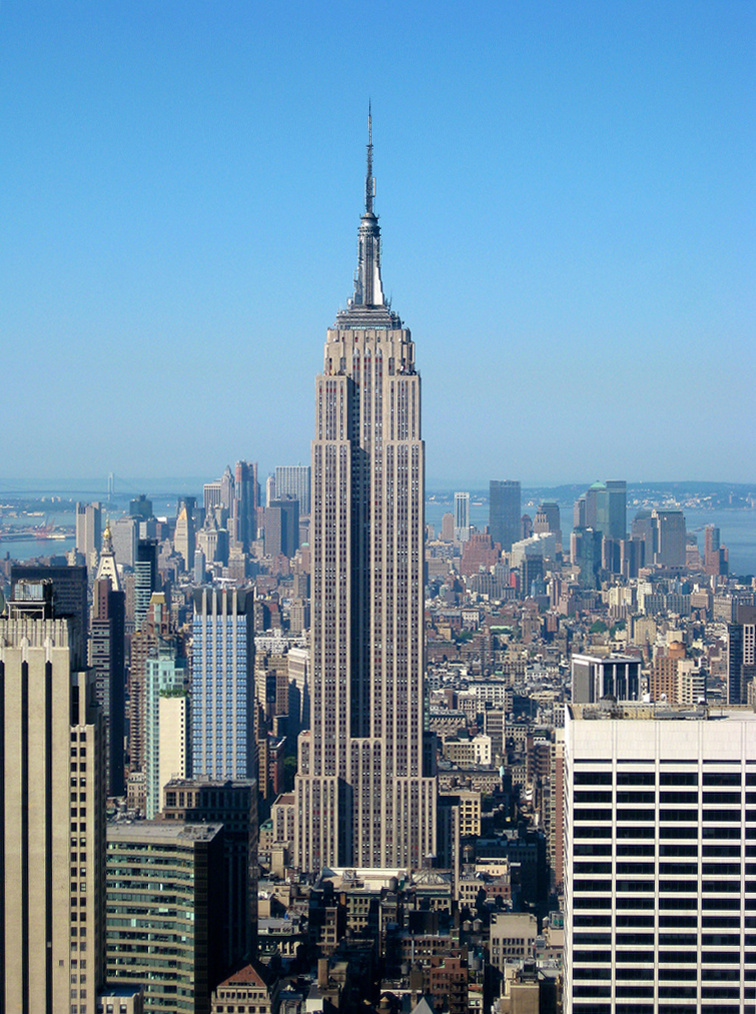
Recibiendo una calificación de Oro para diseño energético y ambiental en septiembre de 2011, el Empire State Building es el edificio con certificación LEED más alto y más grande de los Estados Unidos y el Hemisferio Occidental, aunque es probable que sea superado por el One World Trade Center de Nueva York

Los edificios son un campo importante para las mejoras de eficiencia energética en todo el mundo debido a su papel como un importante consumidor de energía.  Sin embargo, la cuestión del uso de energía en los edificios no es sencilla, ya que las condiciones interiores que pueden lograrse con el uso de energía varían mucho.  Las medidas que hacen que los edificios sean cómodos, iluminación, calefacción, refrigeración y ventilación, consumen energía.  Normalmente, el nivel de eficiencia energética en un edificio se mide al dividir la energía consumida con el área del piso del edificio que se conoce como consumo de energía específico (SEC) o intensidad de uso de energía (EUI):
{\displaystyle {\frac {\text{Energía consumida}}{\text{Área de construcción}}}}
Sin embargo, el problema es más complejo ya que los materiales de construcción han incorporado energía en ellos. Por otro lado, la energía se puede recuperar de los materiales cuando el edificio se desmonta reutilizando los materiales o quemándolos para obtener energía.  Además, cuando se usa el edificio, las condiciones interiores pueden variar, lo que da como resultado ambientes interiores de mayor y menor calidad.  Finalmente, la eficiencia general se ve afectada por el uso del edificio: ¿el edificio ocupa la mayor parte del tiempo y se utilizan los espacios de manera eficiente, o el edificio está en gran parte vacío?  Incluso se ha sugerido que para una contabilidad más completa de la eficiencia energética, se debería enmendar la SEC para incluir estos factores:
{\displaystyle {\frac {{\text{Energía incorporada}}+{\text{Energía consumida}}-{\text{Energía recuperada}}}{{\text{Área de construcción}}\times {\text{Tasa de utilización}}\times {\text{Factor de calidad}}}}}
Por lo tanto, un enfoque equilibrado de la eficiencia energética en los edificios debería ser más integral que simplemente intentar minimizar la energía consumida.  Se deben tener en cuenta cuestiones como la calidad del ambiente interior y la eficiencia del uso del espacio.  Por lo tanto, las medidas utilizadas para mejorar la eficiencia energética pueden tomar muchas formas diferentes.  A menudo incluyen medidas pasivas que reducen inherentemente la necesidad de usar energía, como un mejor aislamiento.  Muchos cumplen varias funciones que mejoran las condiciones del interior y reducen el uso de energía, como el aumento del uso de la luz natural. 
La ubicación y el entorno de un edificio desempeñan un papel clave en la regulación de su temperatura e iluminación. Por ejemplo, los árboles, el paisaje y las colinas pueden proporcionar sombra y bloquear el viento. En climas más fríos, el diseño de edificios del hemisferio norte con ventanas orientadas al sur y edificios del hemisferio sur con ventanas orientadas al norte aumenta la cantidad de sol (en última instancia, energía térmica) que ingresa al edificio, minimizando el uso de energía, al maximizar el calentamiento solar pasivo. El diseño compacto del edificio, incluidas las ventanas de eficiencia energética, las puertas bien selladas y el aislamiento térmico adicional de las paredes, losas del sótano y los cimientos pueden reducir la pérdida de calor en un 25 a 50 por ciento.
Los techos oscuros pueden llegar a ser de 39 °C (70 °F) más caliente que las superficies blancas más reflectantes. Transmiten algo de este calor adicional dentro del edificio.  Los estudios de EE. UU. han demostrado que los techos de colores claros utilizan un 40 por ciento menos de energía para la refrigeración que los edificios con techos más oscuros. Los sistemas de techo blanco ahorran más energía en climas más soleados. Los sistemas electrónicos avanzados de calefacción y refrigeración pueden moderar el consumo de energía y mejorar la comodidad de las personas en el edificio.
La colocación adecuada de ventanas y tragaluces, así como el uso de características arquitectónicas que reflejan la luz en un edificio puede reducir la necesidad de iluminación artificial. Un estudio ha demostrado que el aumento en el uso de la iluminación natural y de trabajo incrementa la productividad en escuelas y oficinas. Las lámparas fluorescentes compactas utilizan dos tercios menos de energía y pueden durar de 6 a 10 veces más que las bombillas incandescentes. Las luces fluorescentes más nuevas producen una luz natural, y en la mayoría de las aplicaciones son rentables, a pesar de su costo inicial más alto, con períodos de amortización tan bajos como unos pocos meses. Las lámparas LED utilizan solo aproximadamente el 10% de la energía que requiere una lámpara incandescente. 
El diseño eficaz de edificios con eficiencia energética puede incluir el uso de infrarrojos pasivos (PIR) de bajo costo para apagar la iluminación cuando las áreas no están ocupadas, como inodoros, pasillos o incluso áreas de oficinas fuera de las horas. Además, los niveles de lux se pueden monitorear utilizando sensores de luz diurna vinculados al esquema de iluminación del edificio para encender/apagar o atenuar la iluminación a niveles predefinidos para tener en cuenta la luz natural y reducir así el consumo. Los sistemas de administración de edificios (BMS) vinculan todo esto en una computadora centralizada para controlar los requisitos de iluminación y energía de todo el edificio.
En un análisis que integra una simulación de abajo hacia arriba residencial con un modelo multisector económico, se ha demostrado que las ganancias de calor variables causadas por el aislamiento y la eficiencia del aire acondicionado pueden tener efectos de cambio de carga que no son uniformes en la carga eléctrica. El estudio también destacó el impacto de una mayor eficiencia de los hogares en las opciones de capacidad de generación eléctrica que realiza el sector eléctrico.
La elección de la tecnología de calefacción o refrigeración de espacios para usar en edificios puede tener un impacto significativo en el uso y la eficiencia de la energía. Por ejemplo, reemplazar un antiguo horno de gas natural con una eficiencia del 50% por uno nuevo con una eficiencia del 95% reducirá drásticamente el consumo de energía, las emisiones de carbono y las facturas de gas natural en el invierno. Las bombas de calor de fuente terrestre pueden ser incluso más eficientes energéticamente y rentables. Estos sistemas utilizan bombas y compresores para mover el fluido refrigerante alrededor de un ciclo termodinámico con el fin de "bombear" calor contra su flujo natural de calor a frío, con el fin de transferir calor a un edificio desde el gran depósito térmico contenido dentro del terreno cercano.  El resultado final es que las bombas de calor suelen utilizar cuatro veces menos energía eléctrica para suministrar una cantidad equivalente de calor que un calentador eléctrico directo. Otra ventaja de una bomba de calor de fuente terrestre es que puede invertirse en verano y operar para enfriar el aire transfiriendo calor del edificio al suelo. La desventaja de las bombas de calor de fuente terrestre es su alto costo de capital inicial, pero esto generalmente se recupera dentro de cinco a diez años como resultado del menor uso de energía. 
Los medidores inteligentes están siendo adoptados lentamente por el sector comercial para destacar al personal y para propósitos de monitoreo interno del uso de energía del edificio en un formato dinámico presentable.  El uso de los analizadores de calidad de energía se puede introducir en un edificio existente para evaluar el uso, la distorsión armónica, los picos, las crecidas y las interrupciones, entre otros, para, en última instancia, hacer que el edificio sea más eficiente energéticamente.  A menudo, tales medidores se comunican utilizando redes de sensores inalámbricos . 
Green Building XML (gbXML) es un esquema emergente, un subconjunto de los esfuerzos de Modelado de información de edificios, centrado en el diseño y la operación de edificios verdes. gbXML se utiliza como entrada en varios motores de simulación de energía.  Pero con el desarrollo de la tecnología informática moderna, hay una gran cantidad de herramientas de simulación de rendimiento de edificios disponibles en el mercado.  Al elegir qué herramienta de simulación usar en un proyecto, el usuario debe considerar la precisión y confiabilidad de la herramienta, teniendo en cuenta la información de construcción que tienen a mano, que servirá como entrada para la herramienta.  Yezioro, Dong y Leite desarrollaron un enfoque de inteligencia artificial para evaluar los resultados de simulación del rendimiento del edificio y encontraron que las herramientas de simulación más detalladas tienen el mejor rendimiento de simulación en términos de consumo de electricidad de calefacción y refrigeración dentro del 3% del error absoluto medio. 
El Liderazgo en Energía y Diseño Ambiental (LEED) es un sistema de clasificación organizado por el US Green Building Council (USGBC) para promover la responsabilidad ambiental en el diseño de edificios.  Actualmente ofrecen cuatro niveles de certificación para edificios existentes (LEED-EBOM) y nuevas construcciones (LEED-NC) según el cumplimiento de un edificio con los siguientes criterios: Sitios sostenibles, eficiencia del agua , energía y atmósfera, materiales y recursos, calidad ambiental interior, e innovación en diseño.  En 2013, USGBC desarrolló LEED Dynamic Plaque, una herramienta para rastrear el desempeño del edificio en comparación con las métricas LEED y un camino potencial para la recertificación. El año siguiente, el consejo colaboró con Honeywell para recopilar datos sobre el uso de energía y agua, así como la calidad del aire interior de un BAS para actualizar automáticamente la placa, proporcionando una visión del rendimiento casi en tiempo real. La oficina de USGBC en Washington D. C., es uno de los primeros edificios en presentar la placa dinámica LEED de actualización en vivo.
Una modificación de energía profunda es un proceso de análisis y construcción de todo el edificio que se utiliza para lograr ahorros de energía mucho más grandes que las modificaciones de energía convencionales. Las modificaciones de energía profundas se pueden aplicar a edificios residenciales y no residenciales ("comerciales").  Una reconversión profunda de la energía generalmente resulta en ahorros de energía del 30 por ciento o más, tal vez repartidos en varios años, y puede mejorar significativamente el valor del edificio. El Empire State Building ha sufrido un profundo proceso de modernización de energía que se completó en 2013.  El equipo del proyecto, compuesto por representantes de Johnson Controls , Rocky Mountain Institute, Clinton Climate Initiative y Jones Lang LaSalle, habrá logrado una reducción anual del uso de energía del 38% y $ 4.4 millones.  Por ejemplo, las 6,500 ventanas fueron remanufacturadas en el lugar en super ventanas que bloquean el calor pero que pasan la luz. Los costos de operación del aire acondicionado en los días calurosos se redujeron y esto ahorró $ 17 millones del costo de capital del proyecto de inmediato, financiando en parte otras reparaciones.  Al recibir una calificación de oro de Liderazgo en Energía y Diseño Ambiental (LEED) en septiembre de 2011, el Empire State Building es el edificio con certificación LEED más alto de los Estados Unidos.  El edificio del condado y la ciudad de Indianápolis se sometió recientemente a un proceso de modernización energética profunda, que ha logrado una reducción anual de energía del 46% y un ahorro anual de energía de $ 750,000. 
Las modernizaciones de energía, incluidas las profundas, y otros tipos realizados en ubicaciones residenciales, comerciales o industriales generalmente se respaldan a través de diversas formas de financiamiento o incentivos.  Los incentivos incluyen reembolsos preempaquetados en los que el comprador / usuario ni siquiera puede saber que el artículo que se está utilizando ha sido reembolsado o "comprado". Las compras de "upstream" o "midstream" son comunes para productos de iluminación eficientes. Otros descuentos son más explícitos y transparentes para el usuario final mediante el uso de aplicaciones formales.  Además de los descuentos, que pueden ofrecerse a través de programas gubernamentales o de servicios públicos, los gobiernos a veces ofrecen incentivos fiscales para proyectos de eficiencia energética.  Algunas entidades ofrecen servicios de facilitación y orientación de reembolsos y pagos que permiten a los clientes de uso final de energía aprovechar los programas de incentivos e incentivos. 
Para evaluar la solidez económica de las inversiones en eficiencia energética en edificios, se puede utilizar el análisis de costo-efectividad o CEA. Un cálculo de CEA producirá el valor de la energía ahorrada, a veces llamada negawatts , en $/kWh. La energía en tal cálculo es virtual en el sentido de que nunca se consumió sino que se ahorró debido a una inversión en eficiencia energética. Por lo tanto, CEA permite comparar el precio de los negawatts con el precio de la energía, como la electricidad de la red o la alternativa renovable más barata.  El beneficio del enfoque CEA en los sistemas energéticos es que evita la necesidad de adivinar los precios futuros de la energía a los efectos del cálculo, eliminando así la principal fuente de incertidumbre en la evaluación de las inversiones en eficiencia energética.

## Eficiencia energética por país

### Europa

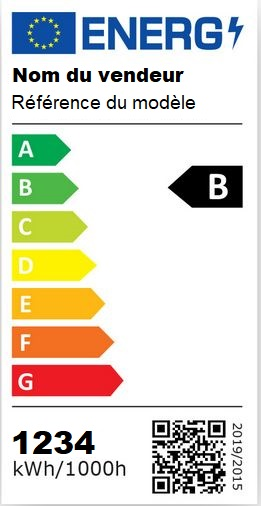
2021eko etiketa-eredua lanparetan.

Objetivos de eficiencia energética para 2020 y 2030. 
El primer objetivo a escala de la UE se fijó en 1998. Los Estados miembros acordaron mejorar la eficiencia energética en un 1 por ciento anual durante doce años.  Además, la legislación sobre productos, industria, transporte y edificios ha contribuido a un marco general de eficiencia energética. Se necesita un mayor esfuerzo para abordar la calefacción y la refrigeración: se desperdicia más calor durante la producción de electricidad en Europa del que se requiere para calentar todos los edificios en el continente.  En general, se estima que la legislación de eficiencia energética de la UE ofrece ahorros equivalentes a hasta 326 millones de toneladas de petróleo por año para 2020.
La UE se fijó un objetivo de ahorro energético del 20% para 2020 en comparación con los niveles de 1990, pero los Estados miembros deciden individualmente cómo se logrará el ahorro energético.  En una cumbre de la UE en octubre de 2014, los países de la UE acordaron un nuevo objetivo de eficiencia energética del 27% o más para 2030.  Un mecanismo utilizado para alcanzar el objetivo del 27% es el de "Obligaciones de los proveedores y certificados en blanco".  El debate en curso en torno al Paquete de Energía Limpia 2016 también pone énfasis en la eficiencia energética, pero el objetivo probablemente se mantendrá alrededor de un 30% más de eficiencia en comparación con los niveles de 1990. Algunos han argumentado que esto no será suficiente para que la UE cumpla los objetivos del Acuerdo de París de reducir las emisiones de gases de efecto invernadero en un 40% en comparación con los niveles de 1990.

### Australia
El gobierno nacional australiano está liderando activamente el país en los esfuerzos para aumentar su eficiencia energética, principalmente a través del Departamento de Industria y Ciencia del gobierno.  En julio de 2009, el Consejo de Gobiernos de Australia, que representa a los estados y territorios de Australia, acordó una Estrategia Nacional sobre Eficiencia Energética (NSEE).
Este es un plan de diez años que acelera la implementación de una adopción a nivel nacional de prácticas de eficiencia energética y una preparación para la transformación del país en un futuro bajo en carbono .  Hay varias áreas diferentes de uso de energía abordadas dentro del NSEE. Sin embargo, el capítulo dedicado al enfoque sobre la eficiencia energética que se adoptará a nivel nacional destaca cuatro puntos en el logro de los niveles declarados de eficiencia energética. Son: 
- Para ayudar a los hogares y las empresas a hacer la transición a un futuro bajo en carbono.
- Agilizar la adopción de energía eficiente.
- Hacer edificios más eficientes energéticamente.
- Para que los gobiernos trabajen en asociación y lideren el camino hacia la eficiencia energética

El acuerdo principal que rige esta estrategia es el Acuerdo de Asociación Nacional sobre Eficiencia Energética.
Este documento también explica el papel de la comunidad y los estados y territorios individuales en el NSEE, así como la creación de puntos de referencia y dispositivos de medición que mostrarán de manera transparente el progreso de la nación en relación con los objetivos establecidos, y aborda la necesidad de Financiación de la estrategia para permitirle avanzar. 

### Canadá
En agosto de 2017, el Gobierno de Canadá lanzó Build Smart - La estrategia de edificios de Canadá , como un impulsor clave del Marco Pan Canadiense sobre Crecimiento Limpio y Cambio Climático, la estrategia climática nacional de Canadá. 
La estrategia Build Smart busca aumentar dramáticamente el rendimiento de eficiencia energética de edificios canadienses nuevos y existentes, y establece cinco objetivos para ese fin: 
- Los gobiernos federales, provinciales y territoriales trabajarán para desarrollar y adoptar códigos de construcción de modelos cada vez más estrictos, a partir de 2020, con el objetivo de que las provincias y los territorios adopten un código de construcción modelo de "energía neta cero" para el año 2030.
- Los gobiernos federales, provinciales y territoriales trabajarán para desarrollar un código modelo para edificios existentes para el año 2022, con el objetivo de que las provincias y los territorios adopten el código.
- Los gobiernos federales, provinciales y territoriales trabajarán juntos con el objetivo de exigir el etiquetado del uso de energía en la construcción a partir de 2019.
- El gobierno federal establecerá nuevos estándares para equipos de calefacción y otras tecnologías clave al nivel más alto de eficiencia que sea económica y técnicamente alcanzable.
- Los gobiernos provinciales y territoriales trabajarán para mantener y ampliar los esfuerzos para modernizar los edificios existentes apoyando las mejoras de eficiencia energética y acelerando la adopción de equipos de alta eficiencia al tiempo que adaptan sus programas a las circunstancias regionales.

La estrategia detalla una gama de actividades que el Gobierno de Canadá llevará a cabo, y las inversiones que realizará, para apoyar los objetivos.  A principios de 2018, solo una de las 10 provincias y tres territorios de Canadá, Columbia Británica, ha desarrollado una política en apoyo del objetivo del gobierno federal de alcanzar las ambiciones de energía neta nula: el Código de pasos de energía de BC . 
Los gobiernos locales de la Columbia Británica pueden usar el Código de pasos de BC Energy, si lo desean, para incentivar o requerir un nivel de eficiencia energética en nuevas construcciones que van más allá de los requisitos del código de construcción base.  El reglamento y el estándar están diseñados como una hoja de ruta técnica para ayudar a la provincia a alcanzar su objetivo de que todos los edificios nuevos alcanzarán un nivel de rendimiento de energía neta nula para el año 2032. 

### Alemania
La eficiencia energética es fundamental para la política energética en Alemania.  A finales de 2015, la política nacional incluye los siguientes objetivos de eficiencia y consumo (con valores reales para 2014): : 4 
| Eficiencia y objetivo de consumo                          | 2014                   | 2020                   | 2050                   |
| --------------------------------------------------------- | ---------------------- | ---------------------- | ---------------------- |
| Consumo de energía primaria (año base 2008)               | −8.7%                  | −20%                   | −50%                   |
| Productividad energética final (2008–2050)                | 1.6% / año (2008-2014) | 2.1% / año (2008-2050) | 2.1% / año (2008-2050) |
| Consumo bruto de electricidad (año base 2008)             | −4.6%                  | −10%                   | −25%                   |
| Consumo de energía primaria en edificios (año base 2008)  | −14.8%                 |                        | −80%                   |
| Consumo de calor en edificios (año base 2008)             | −12.4%                 | −20%                   |                        |
| Consumo final de energía en el transporte (año base 2005) | 1.7%                   | −10%                   | −40%                   |

El progreso reciente hacia una mayor eficiencia ha sido constante, aparte de la crisis financiera de 2007–08.  Sin embargo, algunos creen que la eficiencia energética aún no se reconoce en términos de su contribución a la transformación de energía de Alemania (o Energiewende).
Los esfuerzos para reducir el consumo final de energía en el sector del transporte no han tenido éxito, con un crecimiento del 1,7% entre 2005-2014.  Este crecimiento se debe tanto al transporte de pasajeros por carretera como al transporte de mercancías por carretera.  Ambos sectores aumentaron la distancia total recorrida para registrar las cifras más altas de Alemania.  Los efectos de rebote desempeñaron un papel importante, tanto entre la mejora de la eficiencia del vehículo y la distancia recorrida, como entre la mejora de la eficiencia del vehículo y un aumento en el peso del vehículo y la potencia del motor. : 12 
El 3 de diciembre de 2014, el gobierno federal alemán lanzó su Plan de Acción Nacional sobre Eficiencia Energética (NAPE). Las áreas cubiertas son la eficiencia energética de los edificios, la conservación de energía para las empresas, la eficiencia energética del consumidor y la eficiencia energética del transporte.  La política contiene medidas inmediatas y futuras.  Las medidas centrales a corto plazo de NAPE incluyen la introducción de licitaciones competitivas para eficiencia energética, la recaudación de fondos para la renovación de edificios, la introducción de incentivos fiscales para medidas de eficiencia en el sector de la construcción y el establecimiento de redes de eficiencia energética junto con empresas y industria.  Se espera que la industria alemana haga una contribución considerable. 
El 12 de agosto de 2016, el gobierno alemán publicó un libro verde sobre eficiencia energética para consulta pública (en alemán).  Describe los posibles desafíos y las acciones necesarias para reducir el consumo de energía en Alemania en las próximas décadas. En el lanzamiento del documento, el ministro de economía y energía, Sigmar Gabriel, dijo que "no necesitamos producir, almacenar, transmitir y pagar por la energía que ahorramos".  El Libro Verde prioriza el uso eficiente de la energía como la "primera" respuesta y también describe oportunidades para el acoplamiento del sector , incluyendo el uso de energía renovable para calefacción y transporte.  Otras propuestas incluyen un impuesto a la energía flexible que aumenta a medida que caen los precios de la gasolina, lo que incentiva la conservación del combustible a pesar de los bajos precios del petróleo.

### Polonia
En mayo de 2016, Polonia adoptó una nueva Ley de Eficiencia Energética, que entró en vigor el 1   de o octubre de 2016.

### Estados Unidos
Un estudio del Foro de Modelado de Energía de 2011 que cubre los Estados Unidos examina cómo las oportunidades de eficiencia energética determinarán la demanda futura de combustible y electricidad en las próximas décadas.  La economía de los Estados Unidos ya está lista para reducir su energía y su intensidad de carbono, pero se necesitarán políticas explícitas para cumplir con los objetivos climáticos.  Estas políticas incluyen: un impuesto al carbono, estándares obligatorios para electrodomésticos, edificios y vehículos más eficientes, y subsidios o reducciones en los costos iniciales de nuevos equipos con mayor eficiencia energética.

### Argentina
En el año 2016, el Instituto Argentino de Normalización y Certificación, aprobó la Norma IRAM 11900 "Etiqueta de eficiencia energética de calefacción para edificios". La citada norma establece una metodología simplificada para el cálculo del nivel de eficiencia energética de la envolvente de los edificios susceptibles de ser calefaccionados. Los resultados son expuestos en una etiqueta, similar a la utilizada para calificar la eficiencia energética de artefactos domésticos (refrigeradores, lavarropas, lámparas, etc.) La eficiencia térmica de la envolvente está directamente relacionada con la transmitancia térmica de los materiales que forman la envolvente del edificio. La norma establece 8 niveles de eficiencia térmica de la envolvente, desde la "A- verde" con la eficiencia más óptima a la "H- marrón " menos eficiente. La clase se determina mediante el cálculo de la variación media ponderada de temperatura, entre la superficie interior de cada componente de la envolvente y la temperatura interior de diseño (20 °C)

### Venezuela
El 64 % de la energía eléctrica en el país es generada por caídas de agua. Existen 96 embalses en Venezuela, que almacenan cerca de 157 km 3 de agua. La cuenca del Río Caroní es la principal generadora de electricidad del país, produce actualmente 24. 229 Mega Vatios (MW) de potencial eléctrico, lo que representa el 75% del potencial total actual del país. Su extensión es de 92. 170 km 2, hacia la margen derecha del río Orinoco ( Región Guayana ). Este potencial es aprovechado a través de las represas Guri, Caruachi y Macagua y próximamente la de Tocoma (en la etapa final de estudios de factibilidad y preparación del terreno para su construcción). Desde 1963 hasta hoy, el desarrollo eléctrico del bajo Caroní, le ha permitido ahorrar al país el consumo de 2. 173 millones de barriles de petróleo equivalentes. Tocoma agregaría unos 2. 250 MW de potencia eléctrica adicional a la red nacional proveniente de fuentes renovables de energía, los cuales de ser generados a través de centrales termoeléctricas, representarían un consumo diario de aproximadamente 68. 000 barriles diarios de petróleo.

### España
La Directiva de eficiencia energética en edificios se ha transpuesto en España mediante el Plan integral de vivienda y suelo.
Según esta normativa, desde el 1 de junio de 2013, es obligatorio que todos los inmuebles que se vendan o alquilen durante un periodo superior a cuatro meses, cuenten con una etiqueta energética obtenida a través de un estudio técnico o certificación energética.
La etiqueta energética de los edificios mostrará una calificación en una letra que variará de la A a la G. La valoración se hará en función del CO2 emitido por el consumo de energía de las instalaciones de calefacción, refrigeración, agua calienta sanitaria e iluminación del edificio en unas condiciones de uso determinadas.
El documento tendrá una validez de 10 años. Además de la información objetiva sobre sus características energéticas, el certificado deberá incluir recomendaciones para la mejora de la eficiencia energética del inmueble.

## Industria
Las industrias utilizan una gran cantidad de energía para impulsar una amplia gama de procesos de fabricación y extracción de recursos. Muchos procesos industriales requieren grandes cantidades de calor y potencia mecánica, la mayoría de los cuales se suministran como gas natural, combustibles de petróleo y electricidad. Además, algunas industrias generan combustible a partir de productos de desecho que pueden utilizarse para proporcionar energía adicional. 
Debido a que los procesos industriales son tan diversos, es imposible describir la multitud de oportunidades posibles para la eficiencia energética en la industria.  Muchos dependen de las tecnologías y procesos específicos en uso en cada instalación industrial. Sin embargo, hay una serie de procesos y servicios de energía que se utilizan ampliamente en muchas industrias. 
Varias industrias generan vapor y electricidad para su posterior uso dentro de sus instalaciones. Cuando se genera electricidad, el calor que se produce como un subproducto se puede capturar y utilizar para procesos de vapor, calefacción u otros fines industriales. La generación convencional de electricidad es aproximadamente un 30% eficiente, mientras que la combinación de calor y energía (también llamada cogeneración) convierte hasta el 90 por ciento del combustible en energía utilizable.
Las calderas y hornos avanzados pueden funcionar a temperaturas más altas y, al mismo tiempo, consumen menos combustible. Estas tecnologías son más eficientes y producen menos contaminantes.
Más del 45 por ciento del combustible utilizado por los fabricantes estadounidenses se quema para producir vapor. Las instalaciones industriales típicas pueden reducir este uso de energía en un 20 por ciento (según el Departamento de Energía de  los EE. UU.) aislando las líneas de retorno de vapor y condensado, deteniendo las fugas de vapor y manteniendo las trampas de vapor.
Los motores eléctricos generalmente funcionan a una velocidad constante, pero un variador de velocidad permite que la salida de energía del motor coincida con la carga requerida. Esto logra ahorros de energía que van del 3 al 60 por ciento, dependiendo de cómo se use el motor. Las bobinas del motor hechas de materiales superconductores también pueden reducir las pérdidas de energía. Los motores también pueden beneficiarse de la optimización de voltaje. La industria utiliza una gran cantidad de bombas y compresores de todas las formas y tamaños y en una amplia variedad de aplicaciones.  La eficiencia de las bombas y compresores depende de muchos factores, pero a menudo se pueden hacer mejoras implementando un mejor control de procesos y mejores prácticas de mantenimiento. Los compresores se usan comúnmente para proporcionar aire comprimido que se utiliza para la limpieza con chorro de arena, pintura y otras herramientas eléctricas. Según el Departamento de Energía de EE. UU., la optimización de los sistemas de aire comprimido mediante la instalación de unidades de velocidad variable, junto con el mantenimiento preventivo para detectar y reparar fugas de aire, puede mejorar la eficiencia energética entre un 20 y un 50 por ciento.

## Transporte

### Automóviles

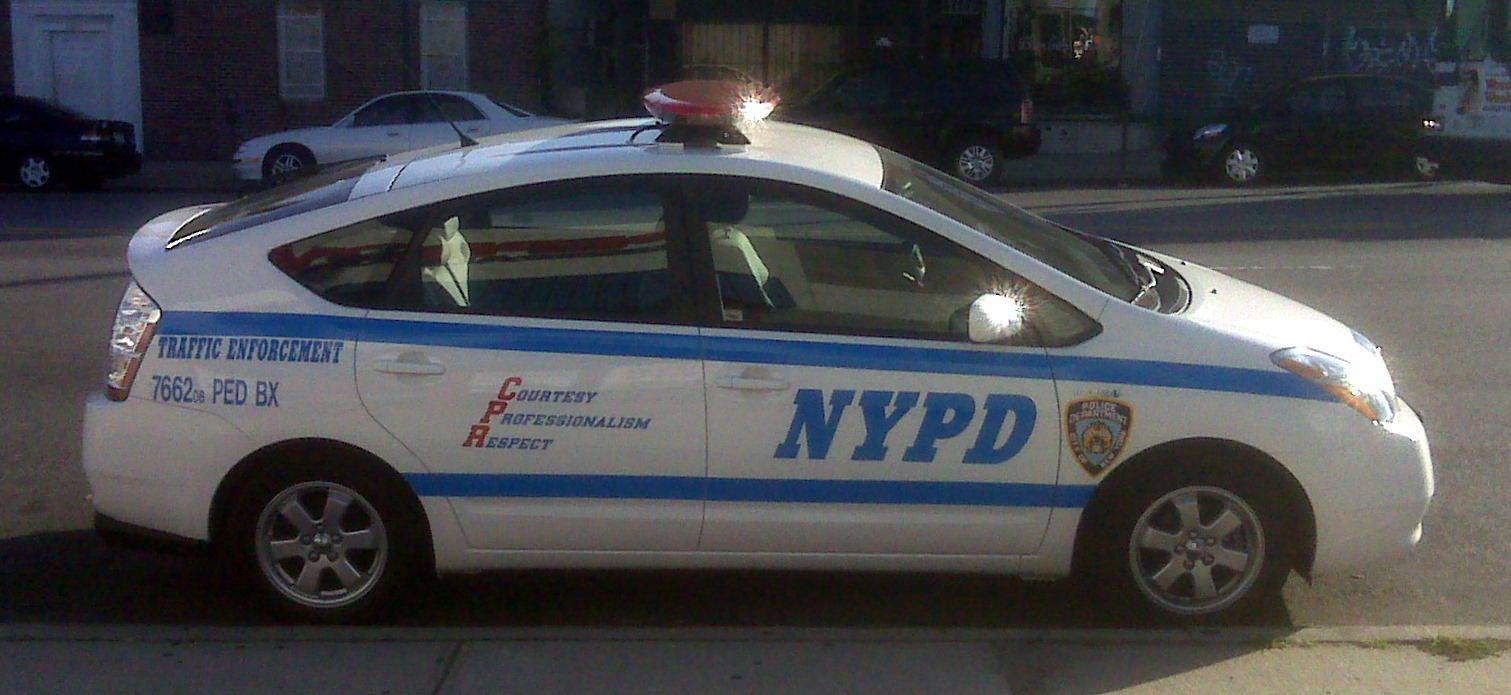
Toyota Prius utilizado por la policía de Nueva York

La eficiencia energética estimada para un automóvil es de 280 pasajeros / milla /106 Btu. Hay varias formas de mejorar la eficiencia energética de un vehículo. Usar una aerodinámica mejorada para minimizar la resistencia al avance puede aumentar la eficiencia de combustible. Reducir el peso del vehículo también puede mejorar la economía de combustible, por lo que los materiales compuestos se utilizan ampliamente en las carrocerías. 
Los neumáticos más avanzados, con una reducción de la fricción del neumático a la carretera y la resistencia a la rodadura, pueden ahorrar gasolina. El ahorro de combustible se puede mejorar hasta un 3,3% manteniendo los neumáticos inflados a la presión correcta.  Reemplazar un filtro de aire obstruido puede mejorar el consumo de combustible de un auto hasta en un 10 por ciento en vehículos más viejos. En los vehículos más nuevos (a partir de la década de 1980) con motores controlados por computadora e inyectados con combustible, un filtro de aire obstruido no tiene efecto en las millas por galón, pero reemplazarlo puede mejorar la aceleración en un 6-11 por ciento.  La aerodinámica también ayuda en la eficiencia de un vehículo.  El diseño de un automóvil afecta la cantidad de gas necesaria para moverlo a través del aire. La aerodinámica involucra el aire alrededor del automóvil, lo que puede afectar la eficiencia de la energía gastada.
Los turbocompresores pueden aumentar la eficiencia del combustible al permitir un motor de menor desplazamiento.  El 'Motor del año 2011' es un motor Fiat 500 equipado con un turbocompresor MHI. 
"En comparación con un motor de 1.2 litros y 8 voltios, el nuevo turbo de 85 HP tiene un 23% más de potencia y un índice de rendimiento un 30% mejor. El rendimiento de los dos cilindros no solo es equivalente a un motor de 1.4 litros de 16 voltios, sino que el consumo de combustible es un 30% más bajo".
Los vehículos energéticamente eficientes pueden alcanzar el doble de la eficiencia de combustible del automóvil promedio. Los diseños de vanguardia, como el concepto de vehículo Mercedes-Benz Bionic diesel, han alcanzado una eficiencia de combustible de hasta 84 millas por US galón (2.8 L/100 km), cuatro veces la media automotriz convencional actual.
La tendencia principal en la eficiencia automotriz es el aumento de vehículos eléctricos (todos eléctricos o híbridos). Los híbridos, como el Toyota Prius, utilizan el frenado regenerativo para recapturar la energía que se disiparía en los automóviles normales; el efecto es especialmente pronunciado en la conducción urbana. Los híbridos enchufables también tienen una mayor capacidad de la batería, lo que hace posible conducir distancias limitadas sin quemar gasolina; en este caso, la eficiencia energética está dictada por cualquier proceso (como la quema de carbón, la energía hidroeléctrica o la fuente renovable) que crea la energía.  Por lo general, los complementos pueden conducir durante aproximadamente 40 millas (64 km) puramente en electricidad sin recargar; si la batería se está agotando, un motor de gasolina se activa permitiendo un rango extendido. Finalmente, los autos completamente eléctricos también están creciendo en popularidad; el sedán Tesla Model S es el único automóvil totalmente eléctrico de alto rendimiento actualmente en el mercado. 

### Alumbrado público
Ciudades de todo el mundo iluminan millones de calles con 300 millones de luces. Algunas ciudades buscan reducir el consumo de energía de las luces de la calle atenuando las luces durante las horas pico o cambiando a las lámparas LED. No está claro si la alta eficiencia luminosa de los LED conducirá a reducciones reales de energía, ya que las ciudades pueden terminar instalando lámparas adicionales o áreas de iluminación más brillantes que en el pasado.

### Aeronave
Hay varias formas de reducir el consumo de energía en el transporte aéreo, desde las modificaciones a los aviones en sí, hasta cómo se gestiona el tráfico aéreo. Al igual que en los automóviles, los turbocompresores son una forma efectiva de reducir el consumo de energía; sin embargo, en lugar de permitir el uso de un motor de menor cilindrada, los turbocompresores en turbinas de chorro operan comprimiendo el aire menos denso a mayores altitudes.  Esto permite que el motor funcione como si estuviera a presiones del nivel del mar mientras se aprovecha la reducción de la resistencia del avión en altitudes más altas. 
Los sistemas de gestión del tráfico aéreo son otra forma de aumentar la eficiencia no solo de la aeronave sino de la industria aérea en general. La nueva tecnología permite una automatización superior del despegue, el aterrizaje y la prevención de colisiones, así como dentro de los aeropuertos, desde cosas simples como HVAC e iluminación hasta tareas más complejas como la seguridad y el escaneo.

## Combustibles alternativos

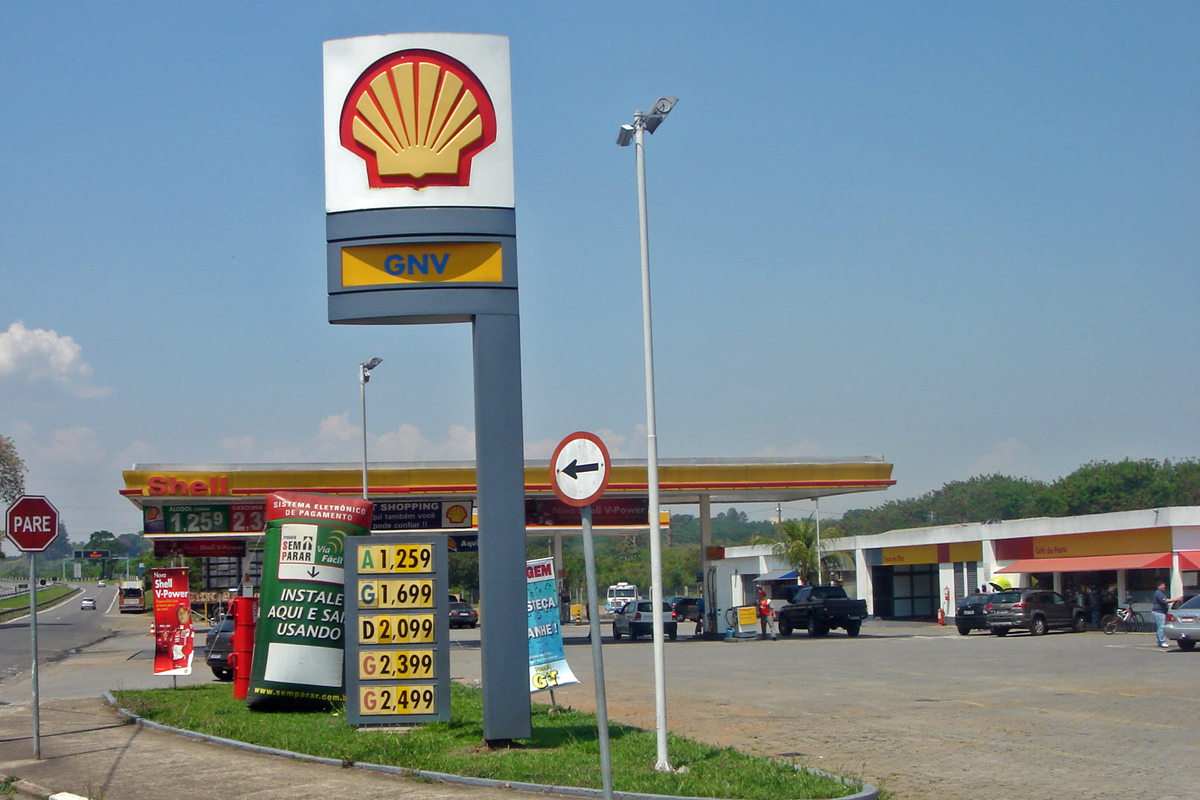
Estación de servicio típica brasileña con cuatro combustibles alternativos para la venta: biodiésel (B3), gasohol (E25), etanol puro (E100) y gas natural comprimido (GNC). Piracicaba, Brasil.

Los combustibles alternativos, conocidos como no convencionales o avanzados combustibles, son cualquier material o sustancias que pueden utilizarse como combustibles, distintos de los combustibles convencionales. Algunos combustibles alternativos bien conocidos incluyen biodiésel, bioalcohol (metanol, etanol, butanol), electricidad almacenada químicamente (baterías y celdas de combustible ), hidrógeno , metano no fósil, gas natural no fósil, aceite vegetal y otras fuentes de biomasa . 

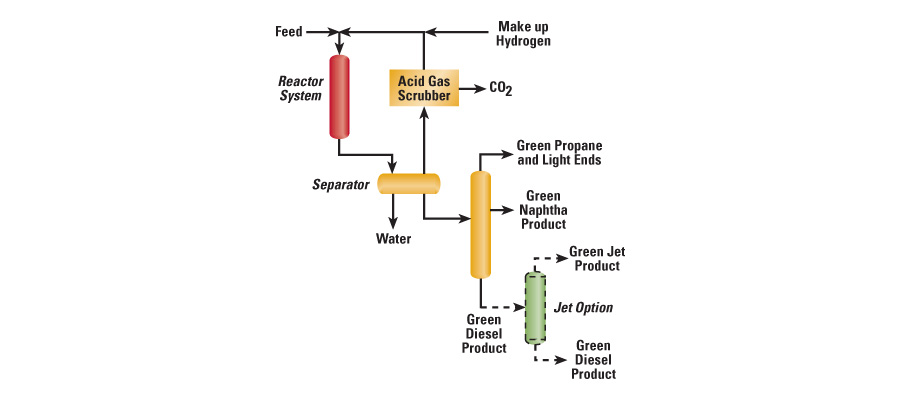
Produccion de diesel verde

## Conservación energética

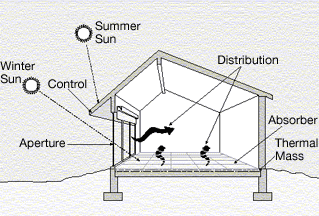
Elementos del diseño de energía solar pasiva, mostrados en una aplicación de ganancia directa.

La conservación energética es más amplia que la eficiencia energética al incluir esfuerzos activos para disminuir el consumo de energía, por ejemplo, a través del cambio de comportamiento, además de usar la energía de manera más eficiente. Algunos ejemplos de conservación sin mejoras de eficiencia son calentar menos una habitación en invierno, usar menos el automóvil, secar la ropa al aire en lugar de usar la secadora o habilitar modos de ahorro de energía en una computadora.  Al igual que con otras definiciones, el límite entre el uso eficiente de la energía y la conservación de la energía puede ser borroso, pero ambas son importantes en términos ambientales y económicos. Este es especialmente el caso cuando las acciones se dirigen al ahorro de combustibles fósiles.  La conservación de la energía es un desafío que requiere que los programas de políticas, el desarrollo tecnológico y el cambio de comportamiento vayan de la mano.  Muchas organizaciones intermediarias de energía, por ejemplo organizaciones gubernamentales o no gubernamentales a nivel local, regional o nacional, están trabajando en programas o proyectos a menudo financiados con fondos públicos para enfrentar este desafío. Los psicólogos también se han comprometido con el tema de la conservación de la energía y han proporcionado pautas para realizar un cambio de comportamiento para reducir el consumo de energía, teniendo en cuenta las consideraciones tecnológicas y de políticas.
El Laboratorio Nacional de Energía Renovable mantiene una lista completa de aplicaciones útiles para la eficiencia energética.
Los administradores de propiedades comerciales que planifican y administran proyectos de eficiencia energética generalmente utilizan una plataforma de software para realizar auditorías energéticas y colaborar con los contratistas para comprender su gama completa de opciones. El Directorio de Software del Departamento de Energía (DOE) Archivado el 7 de junio de 2013 en Wayback Machine. describe el software EnergyActio, una plataforma basada en la nube diseñada para este propósito. 

## Energía sostenible
Se dice que la eficiencia energética y la energía renovable son los “pilares gemelos” de una política energética sostenible. Ambas estrategias deben desarrollarse simultáneamente para estabilizar y reducir las emisiones de dióxido de carbono. El uso eficiente de la energía es esencial para frenar el crecimiento de la demanda de energía, de modo que el aumento de los suministros de energía limpia puede hacer recortes profundos en el uso de combustibles fósiles. Si el uso de energía crece demasiado rápido, el desarrollo de energía renovable perseguirá un objetivo en retroceso. Del mismo modo, a menos que los suministros de energía limpia se conecten rápidamente, la desaceleración del crecimiento de la demanda solo comenzará a reducir las emisiones totales de carbono; También se necesita una reducción en el contenido de carbono de las fuentes de energía. Una economía energética sostenible requiere, por lo tanto, grandes compromisos con la eficiencia y las energías renovables.

## Efecto rebote
Si la demanda de servicios de energía permanece constante, la mejora de la eficiencia energética reducirá el consumo de energía y las emisiones de carbono.  Sin embargo, muchas mejoras de eficiencia no reducen el consumo de energía en la cantidad prevista por los modelos de ingeniería simples.  Esto se debe a que hacen que los servicios de energía sean más baratos y, por lo tanto, aumenta el consumo de esos servicios.  Por ejemplo, dado que los vehículos de bajo consumo de combustible hacen que los viajes sean más baratos, los consumidores pueden optar por conducir más lejos, compensando así algunos de los posibles ahorros de energía.  De manera similar, un extenso análisis histórico de las mejoras en la eficiencia tecnológica ha demostrado de manera concluyente que las mejoras en la eficiencia energética casi siempre fueron superadas por el crecimiento económico, lo que resultó en un aumento neto en el uso de recursos y la contaminación asociada.  Estos son ejemplos del efecto rebote directo.
Las estimaciones del tamaño del efecto rebote oscilan entre aproximadamente el 5% y el 40%. Es probable que el efecto de rebote sea inferior al 30% a nivel del hogar y pueda estar más cerca del 10% para el transporte.  Un efecto rebote del 30% implica que las mejoras en la eficiencia energética deberían alcanzar el 70% de la reducción en el consumo de energía proyectada utilizando modelos de ingeniería. El efecto rebote puede ser particularmente grande para la iluminación, porque a diferencia de las tareas como el transporte, efectivamente no hay un límite superior sobre la cantidad de luz que podría considerarse útil. De hecho, parece que la iluminación ha representado aproximadamente el 0,7% del PIB en muchas sociedades y cientos de años, lo que implica un efecto rebote del 100%.

## "Efecto Rosenfeld"
El Efecto Rosenfeld constituye una de las paradojas de la eficiencia energética a nivel urbano territorial y debe su nombre al Físico Dr. Arthur H. Rosenfeld. Se aplica al Estado de California en los EE. UU. ya que desde 1973 la demanda de energía per cápita se mantiene prácticamente constante, mientras en el resto de EE. UU. ha crecido más del 50%. En parte debido a la cultura de ahorro de energía de la población, pero también a una constante innovación tecnológica y su aceptación por parte de la sociedad.
El Dr. Rosenfeld nacido en Alabama en 1927 y radicado en California fue un fuerte impulsor de la eficiencia energética y entre varios desarrollos propuso el primer balasto electrónico para iluminación fluorescente que llevó al desarrollo de las lámparas compactas de bajo consumo.
En su honor se creó una unidad de medida de eficiencia energética con la equivalencia 1 Rosenfeld = consumo de 250000 habitantes y sirve como medida de comparación entre ciudades.

## Organizaciones y programas
Internacional
- 80 Plus
- Sociedad de 2000 vatios
- Acuerdo de Implementación de Calefacción y Refrigeración Solar IEA Tarea 13
- Instituto Internacional para la Conservación de la Energía
- Agencia Internacional de Energía (por ejemplo,  Iniciativa de un vatio )
- Comisión Electrotécnica Internacional
- Asociación Internacional para la Cooperación en Eficiencia Energética
- Jornadas Mundiales de Energía Sostenible

China
- Comisión Nacional de Desarrollo y Reforma.
- Centro Nacional de Conservación de Energía
- Instituto de Investigación de Energía, NDRC

Australia
- Departamento de Cambio Climático y Eficiencia Energética
- Departamento de Medio Ambiente, Agua, Patrimonio y las Artes.
- Día de la casa sostenible

Unión Europea
- Calificación energética del edificio
- Directiva de diseño ecológico de productos que utilizan energía
- Eficiencia energética en Europa (estudio)
- Orgalime , la asociación europea de industrias de ingeniería.

Finlandia
- Motiva

Islandia
- Marorka

India
- 88888 luces apagadas
- Oficina de Eficiencia Energética
- Servicios de eficiencia energética limitados

Indonesia
- Sociedad de Conservación y Eficiencia Energética de Indonesia (IECES)

Japón
- Campaña Cool Biz

Líbano
- El Centro Libanés para la Conservación de la Energía

Reino Unido
- Thel Carbon Trust
- Fideicomiso de ahorro de energía
- Acción Nacional de Energía
- Fundación Nacional de Energía
- Casas de energía creativa
- Asociación de Administradores de Energía

Estados Unidos
- Alianza para ahorrar energía
- Consejo Americano para una Economía de Energía Eficiente (ACEEE)
- Proyecto de asistencia de códigos de construcción
- Programa de códigos de energía para la construcción
- Consorcio para la Eficiencia Energética
- Energy Star , de la Agencia de Protección Ambiental de los Estados Unidos
- Centro de Evaluación Industrial
- Asociación Nacional de Fabricantes Eléctricos
- Instituto de las Montañas Rocosas
- Estrategias energéticas indias